# Rudolf Bitzan

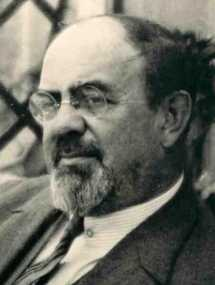
Rudolf Bitzan

Rudolf Bitzan (* 18. Mai 1872 in Wartenberg, Königreich Böhmen; † 22. November 1938 in Dresden) war ein deutsch-böhmischer Architekt, der ab 1903 in Dresden lebte und arbeitete. Seine Entwürfe sind dem geometrischen Jugendstil und der Reformarchitektur des frühen 20. Jahrhunderts zuzuordnen, teilweise zeigen sich auch neoklassizistische Anklänge. Seine Bauten sind sowohl in Nordböhmen als auch in Sachsen (in Freital und Dresden) und in der Oberlausitz zu finden.

## Leben und Wirken

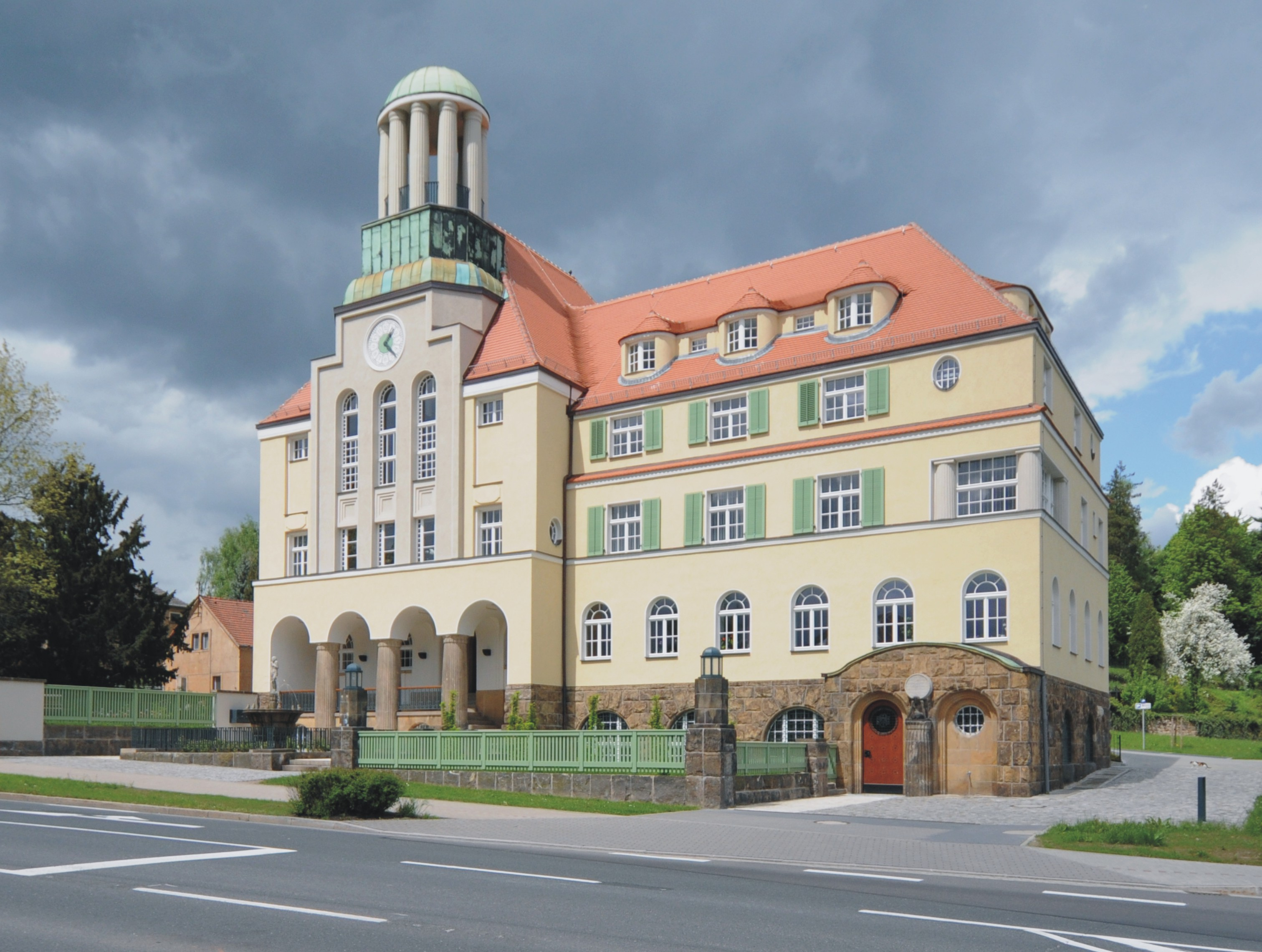
Rathaus in Freital-Döhlen (1915)

Sein Vater Josef Bitzan war Lehrer in Reichenberg (Liberec). Rudolf besuchte die Realschule und studierte von 1886 bis 1890 an der Staatsgewerbeschule in Reichenberg (spätere Střední průmyslová škola stavební – Sekundarschule für Bauwesen). Diese Schule wurde zeitgleich auch von den Architekten Gustav Jirsch (1871–1909), Josef Zasche (1871–1957) und Robert Hemmrich (1871–1946) besucht. Danach sammelte er praktische Erfahrungen im Baugeschäft von Wilhelm Stärze (1851–1902; Baumeister und Spezialist für technische Bauten) in Friedland (Frýdlant) und arbeitete ab 1897 als Baumeister.
Dann setzte er seine Studien an der Technischen Hochschule München unter den prominenten Architekten Gabriel von Seidl (1848–1913), Martin Dülfer (1852–1942) und Carl Hocheder (1854–1917) fort, allerdings ohne Abschluss. Im Jahr 1902 absolvierte er ein Praktikum im Architekturbüro von Hermann Billing (1867–1946) in Freiburg im Breisgau.
Seit 1903 lebte er in Dresden und arbeitete zunächst im Architekturbüro von Schilling & Graebner und später im Architekturbüro von William Lossow und Hermann Viehweger (ab 1906 Lossow & Kühne), wo er als Hauptprojektant tätig war. Im Jahr 1906 arbeitete er an dem Wettbewerbsentwurf für den neuen Leipziger Hauptbahnhof mit, dabei kam es zum Streit mit William Lossow um die Urheberschaft für den mit einem von zwei 1. Preisen ausgezeichneten und später ausgeführten Entwurf.
1907 unternahm Bitzan eine Italienreise, die von der Gesellschaft zur Förderung deutscher Wissenschaft, Kunst und Literatur in Böhmen gefördert wurde. Danach eröffnete er sein eigenes Architekturbüro in Dresden im Haus Dürerplatz 15, später in der Marschallstraße 1 (Amalienplatz). Die Kreuzkirche in Görlitz stellte der Görlitzer Architekt Gerhard Röhr fertig, weil Bitzan bei Kriegsausbruch 1914 zum österreichischen Militär eingezogen wurde. Nach dem Ersten Weltkrieg baute er als selbständiger Architekt mehrere Wohn-, Geschäfts- und Verwaltungsgebäude in der 1921 neu gegründeten Stadt Freital. Er war zusammen mit Otto Wulle und Bruno Just auch am Bau der Siedlung Reick für die Heimstättengenossenschaft Dresden beteiligt.
Rudolf Bitzan unterhielt stets enge Beziehungen zur Reichenberger Region. Er war verheiratet mit Marie Bitzan, geb. Aigner (1875–1961), der Tochter des Bürgermeisters von Friedland (Böhmen), Anton Aigner (1844–1912).
Für die Dekoration seiner Bauten arbeitete er mit den Dresdner Künstlern Josef Goller (1868–1947), Alexander Baranowsky (1874–1941), Georg Türke (1884–1972), Rudolf Born (1882–1969) und Richard Guhr (1873–1956) zusammen.
Bitzan war Mitglied im Bund Deutscher Architekten und erhielt neben zahlreichen Auszeichnungen auch den österreichischen Staatspreis für Baukunst. Er starb am 22. November 1938 an einem Herzinfarkt. Er wurde im Krematorium Tolkewitz eingeäschert und an seinem Geburtstag, am 18. Mai 1939, im Urnenhain des Krematoriums in Reichenberg beigesetzt.  Seine Grabstätte existiert nicht mehr.
Sein Nachlass befindet sich im Sächsischen Hauptstaatsarchiv Dresden. Darin enthalten ist auch der Schriftwechsel seiner Witwe mit dem DDR-Präsidenten Wilhelm Pieck wegen einer Witwenrente.

## Rezeption

### In der Fachwelt
Der Bauforscher Hans-Georg Lippert spricht davon, dass sich insbesondere in Bitzans Freitaler Gebäuden wilhelminischer Pathos mit den Idealen der Lebensreformbewegung vereinen. Er spricht von „gesteigerter Monumentalität“.

### In der Literatur
Der Vater des namensgebenden Protagonisten des Romans Winterbergs letzte Reise von Jaroslav Rudiš war Leiter des Liberecer Krematoriums, das Rudolf Bitzan geplant hatte. Der 99-jährige Wenzel Winterberg erwähnt Bitzan mehrmals. Er bezeichnet ihn als „besten Freund seines Vaters.“ Sein Vater habe gesagt: „Rudolf Bitzan war ein Genie“. Bitzan sei „der schöpferische Vater vom Leipziger Hauptbahnhof“ gewesen, dessen Name aber „von den Sachsen in Leipzig aus der Geschichte ausradiert“ worden sei. Die Ritterstatue auf der linken Seite des Haupteingangs des Liberecer Krematoriums habe das Gesicht von Bitzan.

## Werk

### Bauten
- 1908: Villa Thiele in Neugersdorf, Ernst-Thälmann-Straße 20
- 1908: Büro- und Geschäftshaus für den Verlag der Zeitung Chemnitzer Neueste Nachrichten in Chemnitz, Annaberger Straße 24 (von Wenzel Bürger unter Mitarbeit von Rudolf Bitzan; mit starken Veränderungen erhalten)
- 1908: Innengestaltung von drei straßenseitigen Gesellschaftssälen im neuen Dresdner Künstlerhaus, Grunaer Straße, Dresden.[18]
- 1909: Einbau eines Weinrestaurants im Souterrain des Kaffeehauses „Zum Posthorn“ in Liberec (Reichenberg)
- 1909–1910: Villa für Samuel Glück in Frýdlant (Friedland in Böhmen), Mládeže 907, ausgeführt durch Baumeister Rudolf Hampel (Friedland), jetzt Kinder- und Jugendhaus (unter Denkmalschutz ÚSKP-Nr. 101244)[19][20]
- 1911: Ausstellungshalle „Ansiedlung und Wohnen“, Internationale Hygiene-Ausstellung, Dresden.[21]
- 1911–1912: Wohnhaus des Unternehmens Möldner & Co. in Liberec-Kristiánov (Reichenberg-Christianstadt), Jablonecká 91/20[22]
- 1912: Villa für Otto Goltze in Liberec-Kristiánov (Reichenberg-Christianstadt), Jablonecká 7/22 (unter Denkmalschutz ÚSKP-Nr. 43952/5-5236)[23][24]
- 1912–1913: Villa Grüger in Frýdlant (Friedland in Böhmen), Baarova 930[3]
- 1913: Wasserspeicher der Stadt Frýdlant v Čechách (Friedland in Böhmen), Březinova[3]
- 1913: Neues Kurhaus in Bad Kunnersdorf in Böhmen
- 1913–1916: evangelische Kreuzkirche in Görlitz, Erich-Mühsam-Straße
- 1914: Geschäftshaus für Erich Funke in Görlitz, Demianiplatz 14[3]
- 1914–1915: Rathaus in Freital-Döhlen, Lutherstraße. Damals moderne Ausstattung mit Zentralheizung, Bürgermeisterwohnung mit Badewanne und Telefon und Korkdämmung im Dach. 2010 saniert. Auffälliger runder Turm mit acht Säulen und Kupferdach.[8]
- 1915: Fassadenentwurf für Erweiterungsbau des Kaufhauses Robert Böhme Jr., Waisenhausstraße / Georgplatz, Dresden, aus Dorlaer Muschelkalk (Grundrißentwurf von Arch. Paul Marcus).[25][26]
- 1915–1917: Krematorium und Urnenhain in Liberec-Perštýn (Reichenberg-Birgstein), U. krematoria 460/7, Koautor: Karl Kerl (unter Denkmalschutz ÚSKP-Nr. 43953/5-5237)[27][28][29][30]
- 1920–1930: Siedlung Reick in Dresden-Reick (in Zusammenarbeit mit Schilling & Graebner)[31][32]
- 1920–1922: Werkssiedlung in Višňová (Böhmisch Weigsdorf), Nr. 127–132[3]
- 1920er Jahre: Villa für Josef Florian Ressel in Dolní Řasnice (Rückersdorf), Nr. 334[3]
- 1920er Jahre: Villa Schwarz in Raspenava (Raspenau), Fučíkova 436[3]
- 1921: Villa für Emil Simon in Hejnice (Haindorf), Lázeňská 463[33]
- 1921: Haus der Angestellten des Unternehmens P. A. Šlechta & Sohn in Lomnice nad Popelkou (Lomnitz an der Popelka), Bezručova 886 (unter Denkmalschutz ÚSKP-Nr. 102910)[34]
- 1923–1924: Sieger im Wettbewerb[8] für die Stadtzentrumsplanung für Freital[35]
- um 1923: Wohn- und Geschäftshaus der Allgemeinen Ortskrankenkasse in Freital, Dresdner Straße 203
- 1924: Handels- und Gewerbeschule in Freital, Dresdner Straße 205
- 1924: Neues Stadttheater Teplitz in Teplitz-Schönau (Teplice), später Erzgebirgisches Theater (Krušnohorské divadlo), U. Císařských lázní (in Zusammenarbeit mit Adolf Linnebach)[36]
- 1924: Verwaltungsgebäude der Nordböhmische Elektrizitätswerke AG (NEW) in Podmokly (Bodenbach), Teplická 8[37]
- 1925: „Bürgerliches Wohnhaus 1925“, Jahresausstellung „Wohnung und Siedlung“, Dresden.[38]
- 1926: Kino Olympia / Oko in Teplice (Teplitz), Masarykova třída 52[39] (Beim Bau des Kinos hatte der Architekt Max von Loos, der direkt daneben wohnte, Einwände bezüglich Dach und Bauhöhe des Gebäudes.)
- 1920er Jahre: Umbau des „Hotel de Saxe“ in Teplitz – Teplice, Masarykova třída 661/35[40]
- 1925–1926: Kino in Nový Bor (Haida), Smetanova 523, Eröffnung am 13. November 1926, 1981 durch Brand zerstört, 1989 wieder hergestellt[41] (nicht zu verwechseln mit dem Stadttheater Nový Bor von Richard Brosche)
- 1926: Villa Bruno und Fanny Vogelov in Nový Bor (Haida), Smetanova 584[42]
- 1926: Haus R. Strache in Varnsdorf
- 1926: Villa Geidel in Leipzig, Erlenstraße 1a, Wohn- und Wirkungsort des Kunstmalers und Illustrators Alfred Liebing und seiner Tochter, der Kunstmalerin Lotte Geidel-Liebing
- 1927: Finanzamt in Freital, Dresdner Straße 207
- 1927–1928: Wohn- und Geschäftshaus des Konsumvereins „Vorwärts“ in Freital, Dresdner Straße 40–42
- 1928: Stadthaus in Freital, Dresdner Straße 209 / Leßkestraße[43][44]
- 1928: multifunktionales Gebäude mit Kino „Saxinger“ in Šumperk (Mährisch Schönberg)[45]
- 1930: Sudetendeutsches Volkshochschulheim (jetzt Studentenheim) in Liberec-Kristiánov (Reichenberg-Königsbuch), Králův háj[46]
- 1930: Denkmal für bedeutende Persönlichkeiten der Stadt Friedland (Frýdlant): Bürgermeister und Bankdirektor Heinrich Ehrlich, Museumsgründer Julius Kraus und Musiklehrer Franz Mohaupt; im Park bei der Heilig-Kreuz-Kirche[47]
- 1931: Volkshaus (Lidový dům) in Liberec (Reichenberg)[48]
- 1934: Vierhäusergruppe Troppauer Straße 25, 25b, 27, 27b, Bauherr: Landschaftsgärtner Otto Klug, baukünstlerisch entstellt durch unsachgemäße Fassadensanierung.[49]
- 1936: Dreifamilienhaus Königsallee, Flurstück 200 (heute: Berthold-Haupt-Straße 131), Dresden.[50]
- 1938: Dreifamilienwohnhaus, Basteiplatz, Dresden.[51]
- 1938: Fünffamilienhaus, Pfaffensteinstraße 3, Dresden.[52]
- 1938: Einfamilienhaus, Pfaffensteinstraße 5, Dresden.[53]

### Entwürfe
- 1902: Wettbewerbsentwurf für eine Realschule in Teplitz[54]
- 1903: Wettbewerbsentwurf für das Theater in Gablonz an der Neiße[55]
- 1906: Wettbewerbsentwurf für das Warenhaus der Leonhard Tietz AG in Düsseldorf[56]
- 1907: Wettbewerbsentwurf für das Stadttheater in Aussig[57]
- 1907: Wettbewerbsentwurf für das Rathaus in Döbeln
- 1907: Wettbewerbsentwurf für den Neubau der Handels- und Gewerbekammer in Brünn, Ankauf.[58]
- 1907: Wettbewerbsentwurf für die evangelische Kirche in Crimmitschau, Zusammenarbeit mit Hermann Viehweger, Ankauf.[59]
- 1908: Wettbewerbsentwurf für das Gebäude der Handelskammer in Dresden, einer von zwei 2. Preisen.[60]
- 1909: Entwurf für Kirche in Cotta.[61]
- 1910: Theater in Hagen.[62]
- 1910: Herrenhäuser Baldur I und II.[63]
- 1910: Katholische Kirche in Bodenbach.[64]
- 1910: Landhäuser A, B, C, D.[65]
- 1914: Entwurf für Ideenwettbewerb für künstlerische Ausgestaltung der Friedhofserweiterung und den Bau eines Krematoriums, einer Urnenhalle, eines Urnenhains und einer Gedächtniskapelle, Kassel, 3. Preis.[66]
- 1927: Wettbewerbsentwurf für Konsumzentrale „Vorwärts“, Dresden.[67]
- 1928: Beitrag zum Baukünstlerischen Wettbewerb für eine kombinierte Gebäudegruppe in Bodenbach, bestehend aus Sparkasse, Bäckerei, Saal und Stadtamtsgebäude, einer von 3 gleichen Preisen.[68]

Bitzan beteiligte sich an verschiedenen weiteren Architektenwettbewerben, z. B. für den Hauptbahnhof Darmstadt, den Hauptbahnhof Karlsruhe, die Städtische Sparkasse in Rumburk, die Synagoge in Görlitz und in Essen, die Bibliothek in Eger sowie ein Museum in Wiesbaden.

### Galerie der ausgeführten Bauten

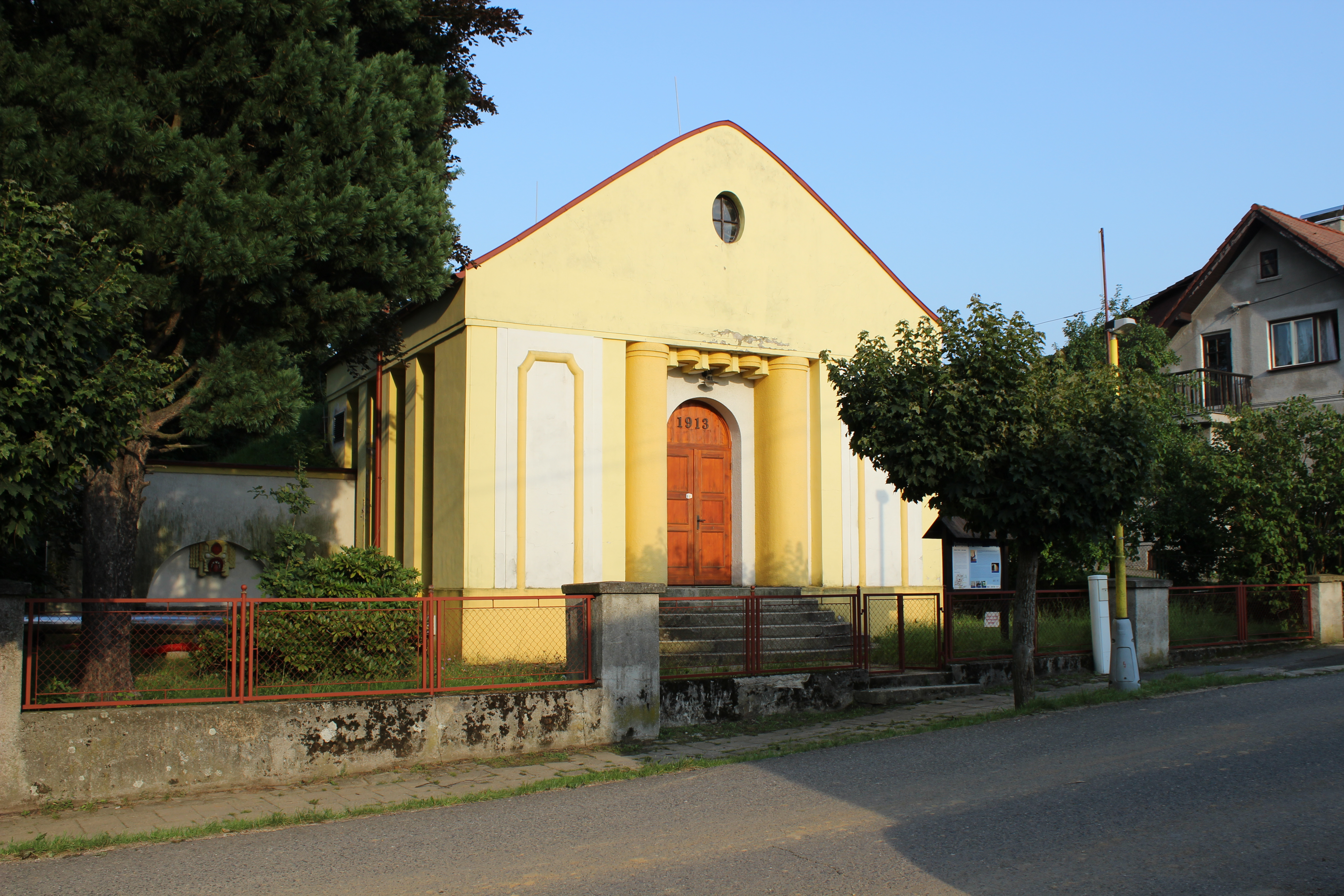
Wasserspeicher in Frýdlant v Čechách (Friedland in Böhmen)
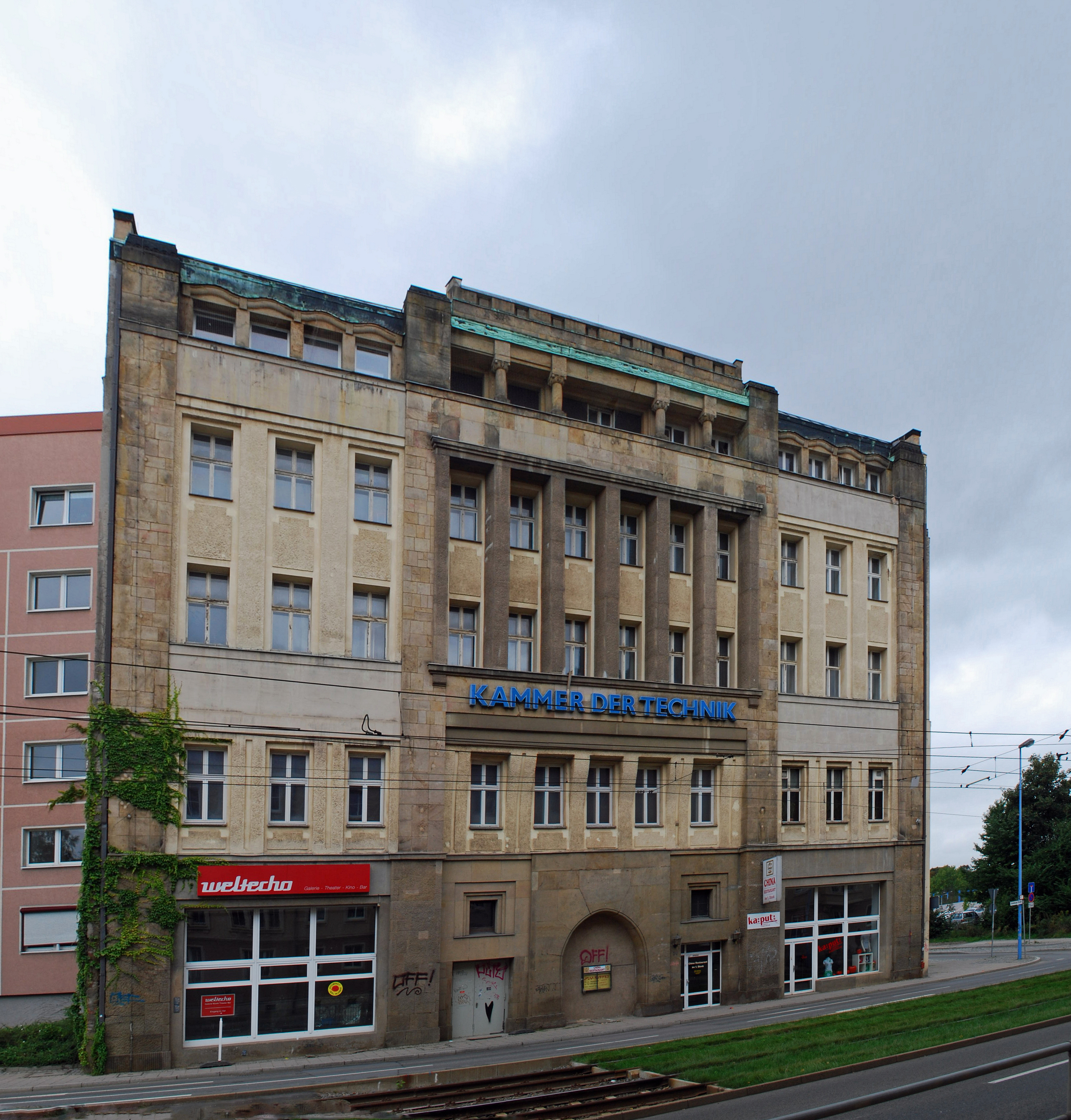
Haus Annaberger Straße 24 in Chemnitz
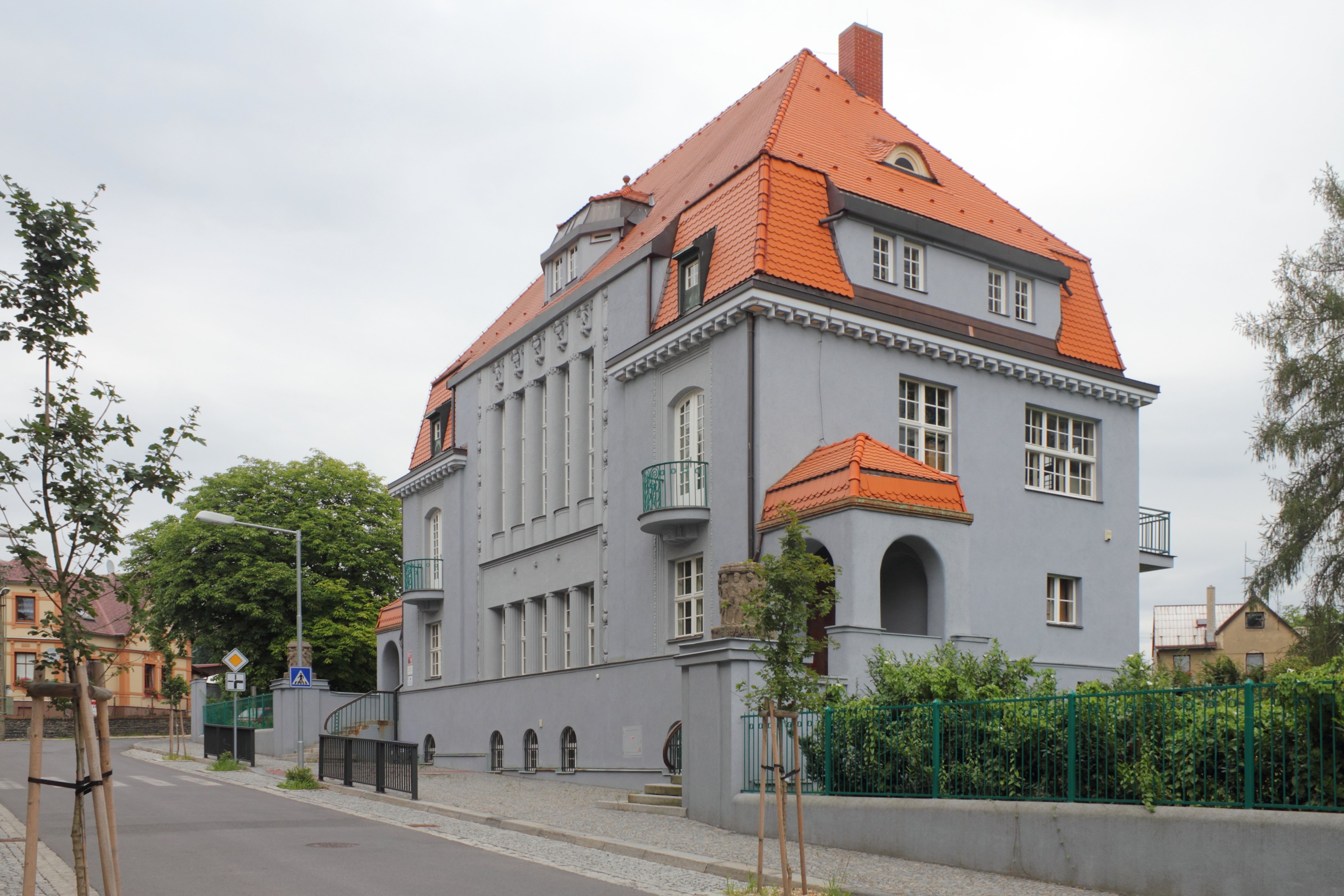
Villa Glück in Frýdlant
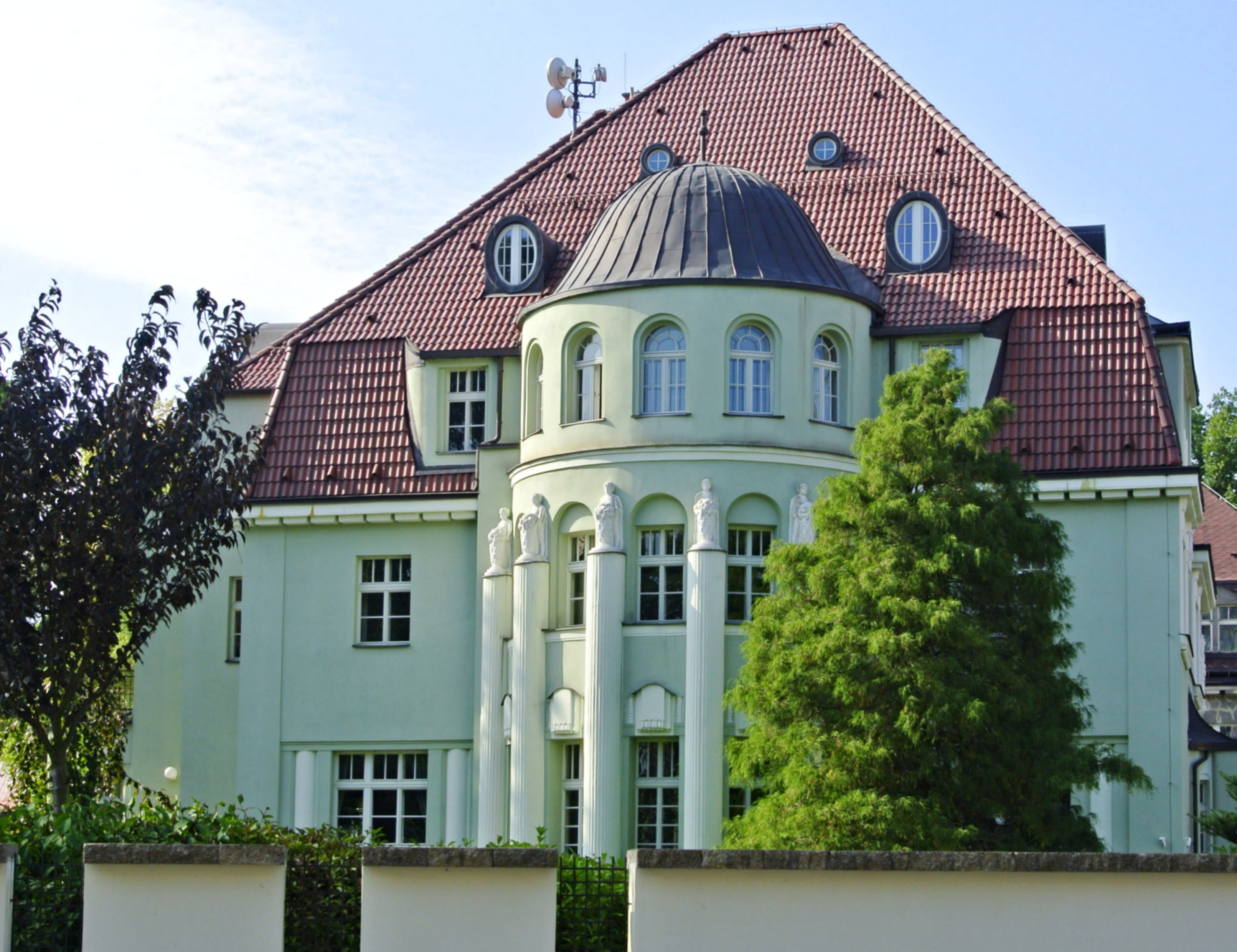
Villa Otto Goltze in Liberec
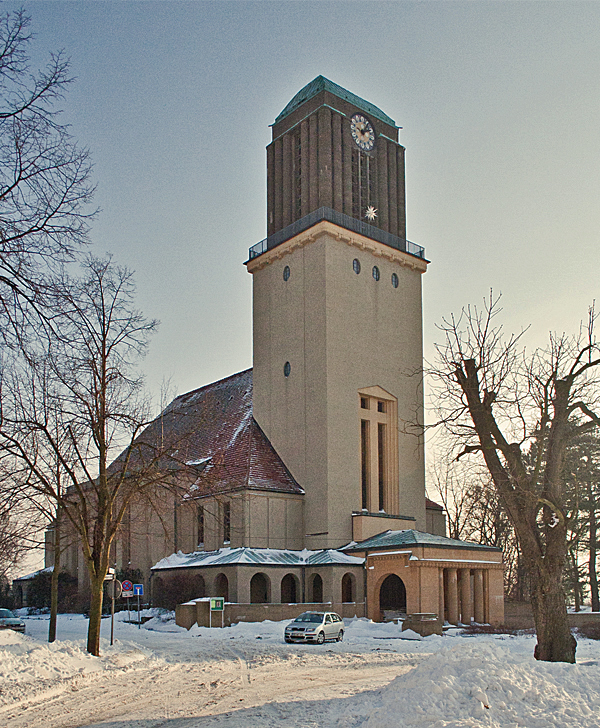
Kreuzkirche in Görlitz
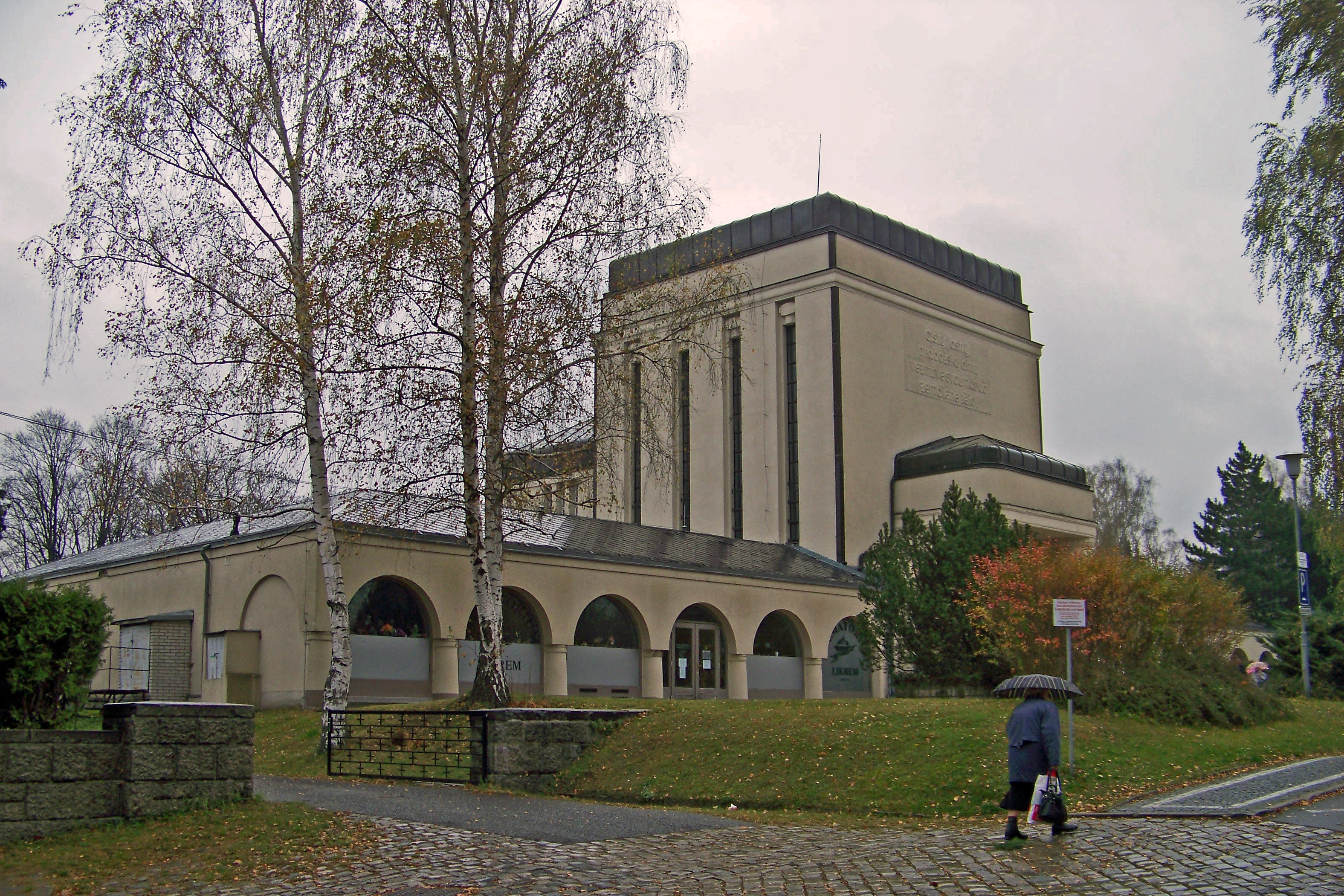
Krematorium in Liberec
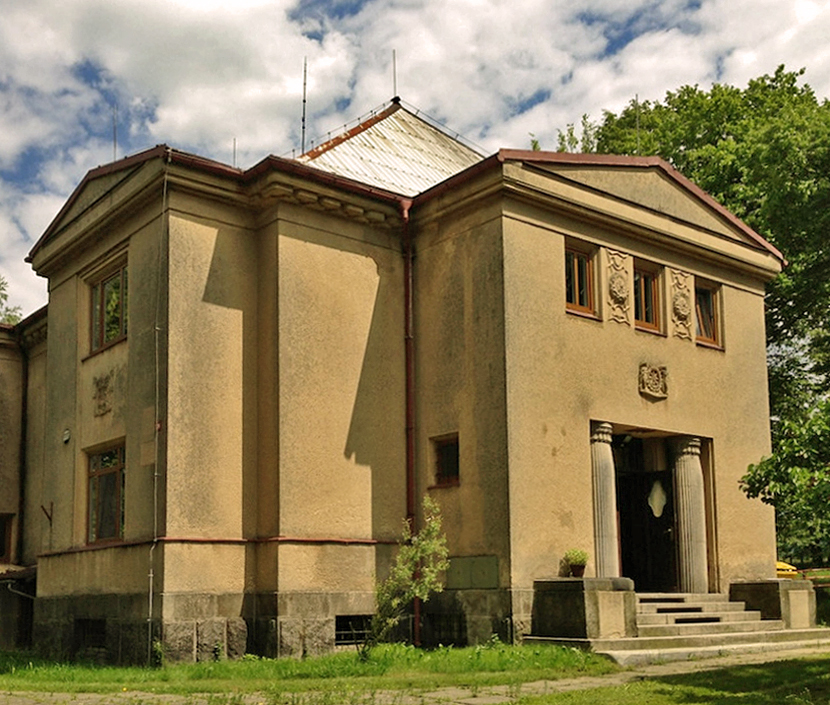
Villa Ressel in Dolní Řasnice
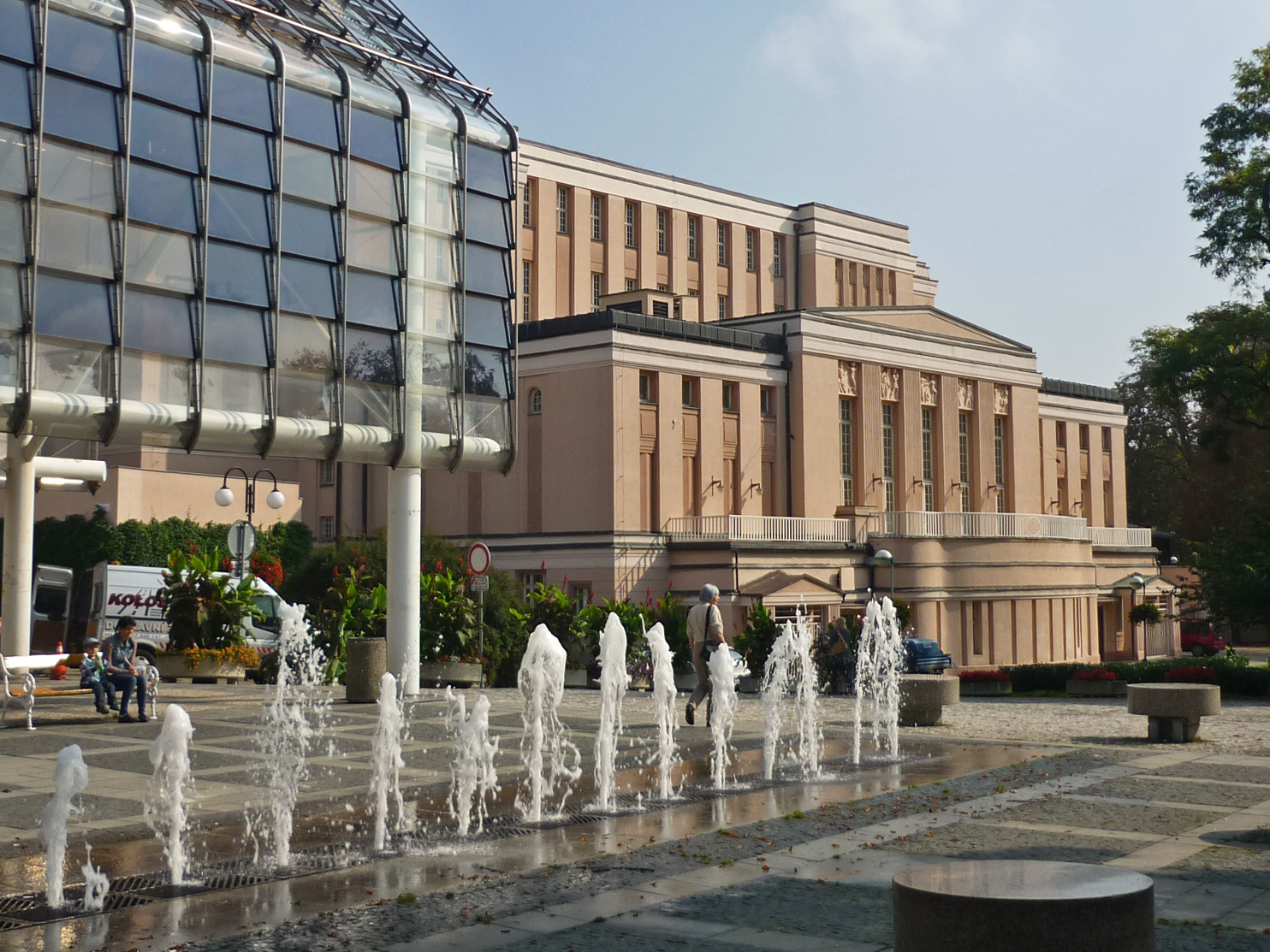
Stadttheater in Teplice
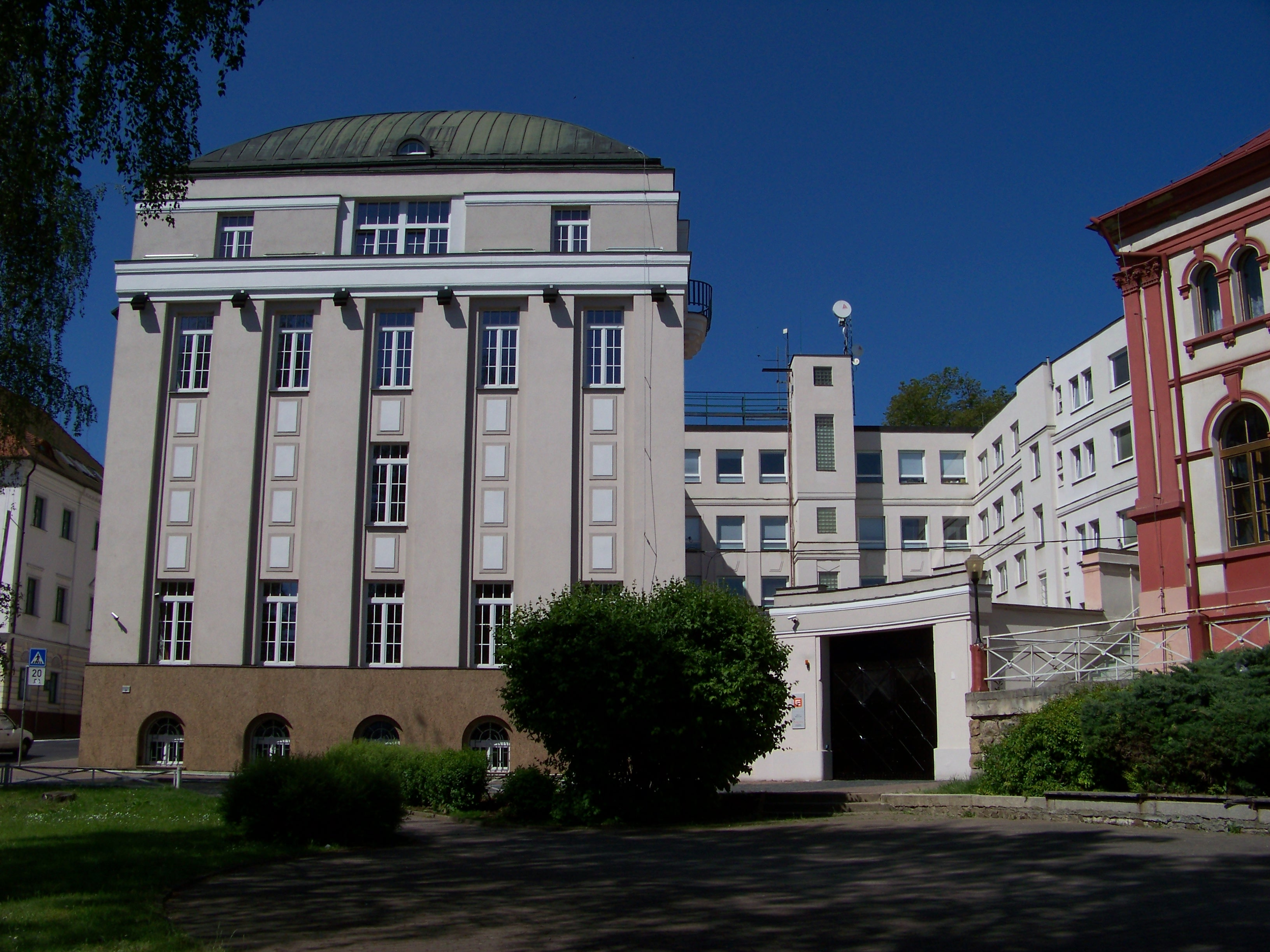
Gebäude der ehem. Elektrizitätswerke in Tetschen-Bodenbach
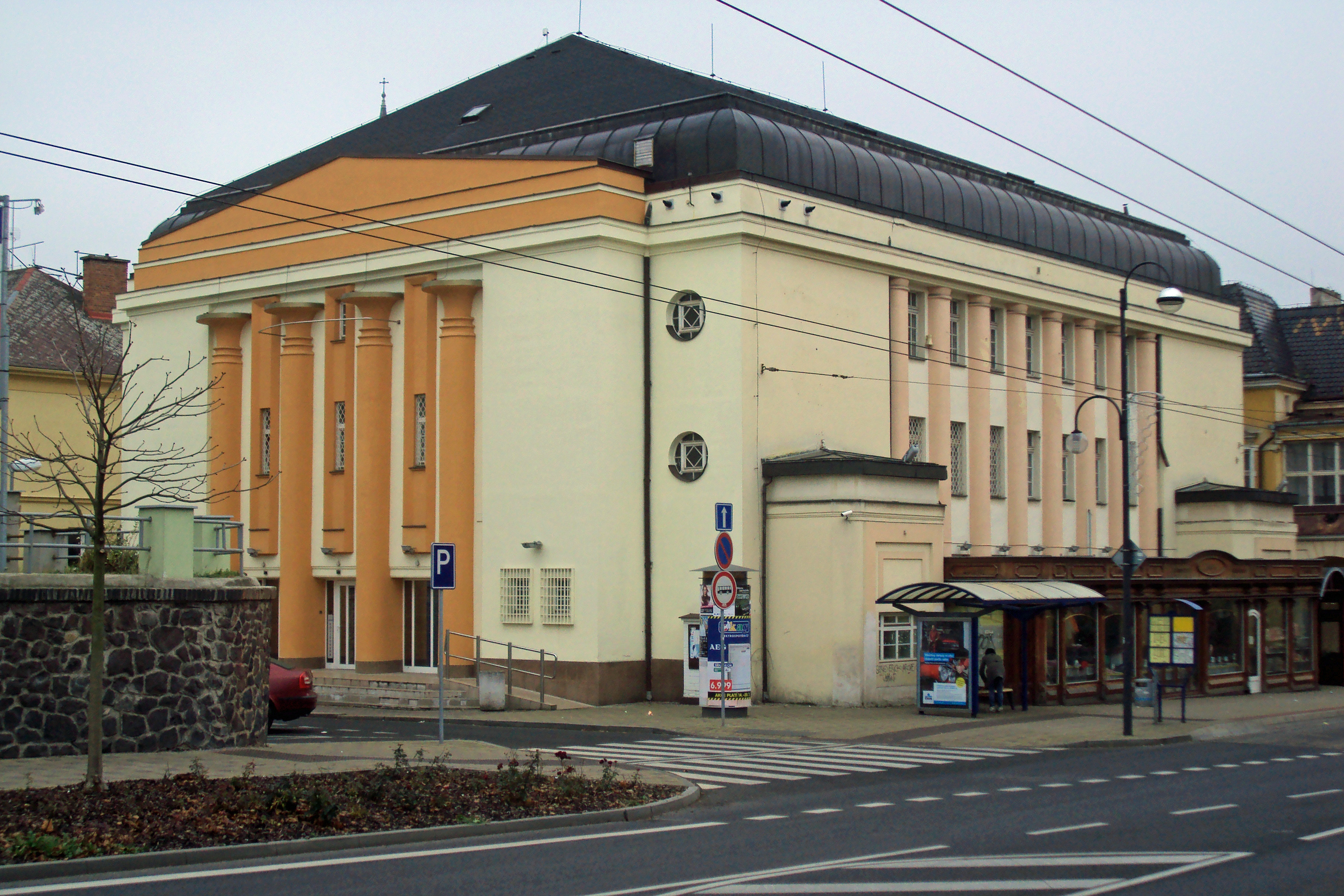
Kino Olympia bzw. Oko in Teplice (Teplitz)
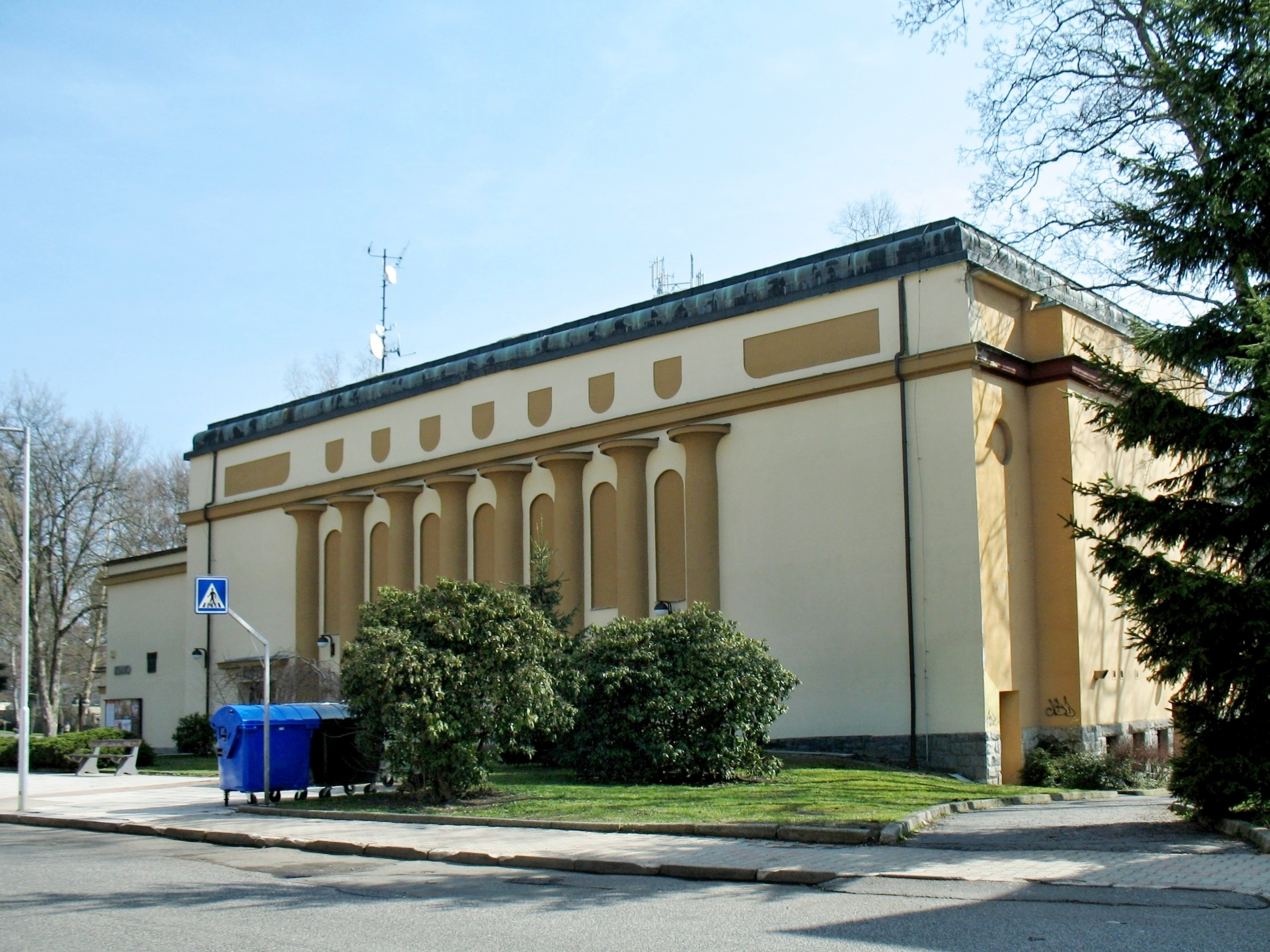
Kino in Nový Bor
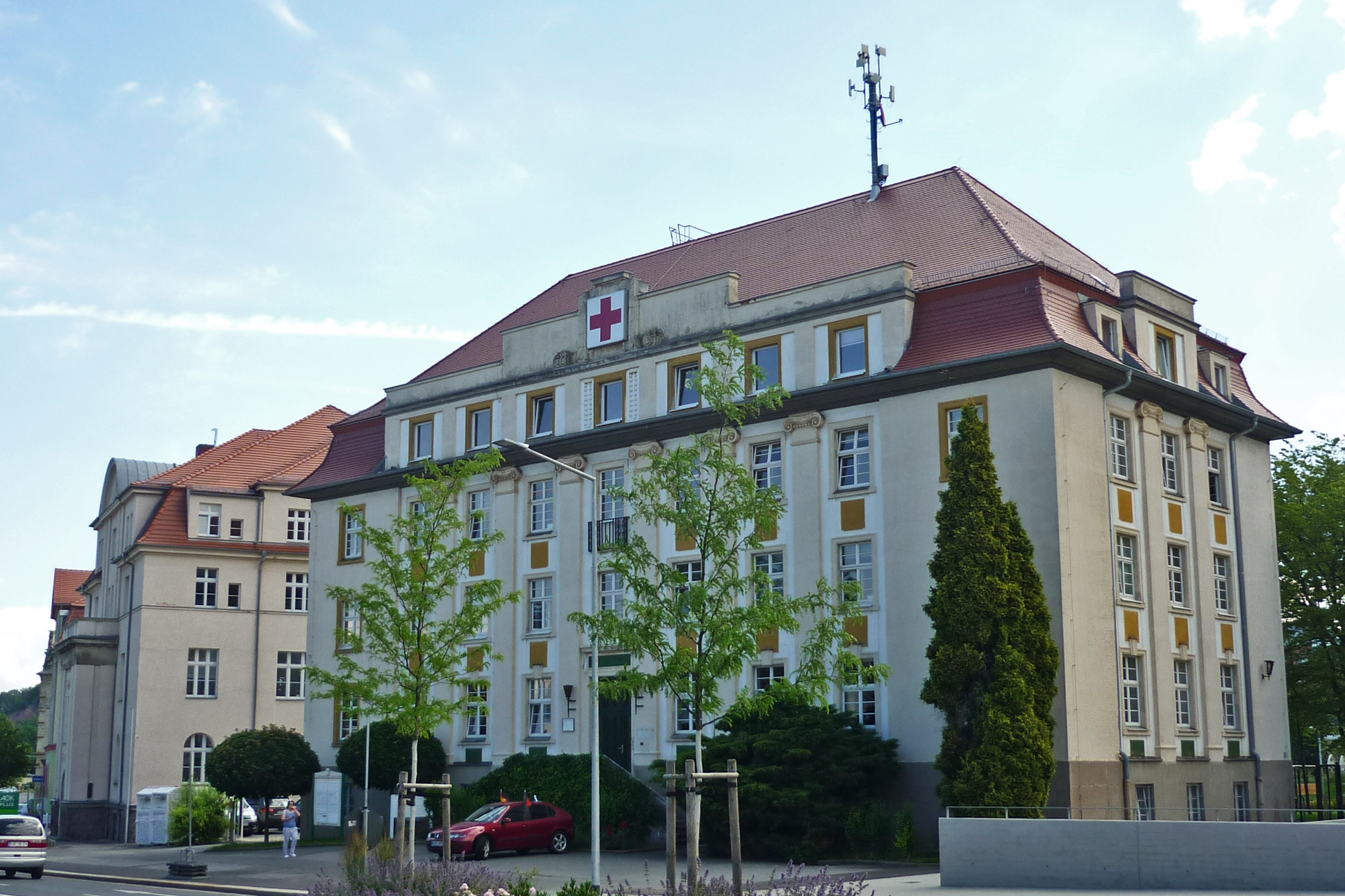
Ehemaliges Finanzamt in Freital
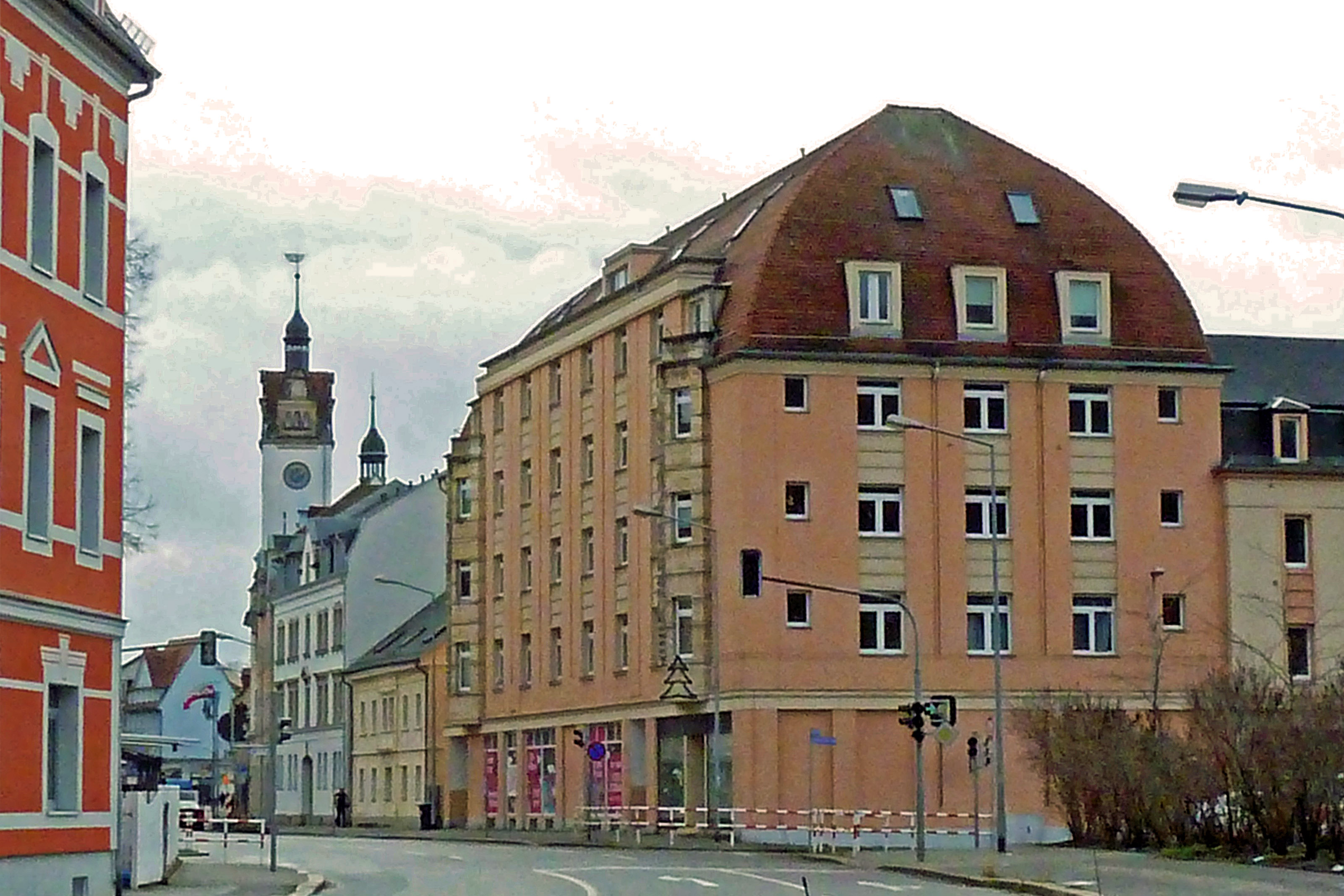
Wohn- und Geschäftshaus in Freital

## Auszeichnungen
- 1913: Königlich Sächsischer Staatspreis in Gold, verliehen auf der Internationalen Baufachausstellung in Leipzig.[69]